# Timothy Morton
Timothy Bloxam Morton (19 juni 1968) is professor aan de Rice University en aanhanger van het principe van objectgeoriënteerde ontologie.
Als een aanhanger van de objectgeoriënteerde ontologie (vaak aangeduid als OOO vanwege het Engelstalige Object Oriented Ontology), onderzoekt Morton vooral de overeenkomsten van OOO enerzijds en ecologie anderzijds. De sinds filosoof Immanuel Kant algemeen heersende gedachte dat de mens het middelpunt van alles is, wordt door OOO bestreden. In deze filosofie zijn dieren, planten en dingen gelijkwaardig aan de mens. Volgens Morton moet daarom de manier waarop mensen deze waarnemen en zich ertoe verhouden worden herzien. Morton heeft in dit kader veel aandacht besteed aan de literatuur van Percy Bysshe Shelley, Mary Shelley (vooral diens Frankenstein, or The Modern Prometheus) en de Romantiek maar ook aan dieeten en ecotheorie. Met de term 'hyperobject', ontleend aan Björk's hyperballad en door Morton veel gebruikt, bedoelt die n-dimensionale, niet-lokale entiteiten, gaande van klimaatverandering tot verpakkingsmateriaal.

## Biografie
Morton ontving diens filosofisch doctoraat aan het Magdalen College in Oxford. Diens dissertatie heette Re-Imagining the Body: Shelley and the Languages of Diet en bestudeerde dieet, onthouding en consumptie in het werk van Percy Bysshe Shelley. Voor die aangesteld werd aan de Rice University werkte die aan de universiteit van Californië - Davis, New York-universiteit en de universiteit van Colorado te Boulder.

## Theoretisch werk

### Studie van Shelley
In 1995 publiceerde Morton Shelley en de smaakrevolutie: Het lichaam en de natuurlijke wereld een voortzetting van diens doctoraat. Onderzoekend hoe voedsel een ideologisch standpunt werd in de late 18e en begin 19e eeuw, is Mortons boek een poging tot een 'groene' culturele kritiek, waarbij lichamen en sociale of omgevingscondities aan elkaar gerelateerd zijn. Via een 'beschrijvende' analyse van meerdere romantische teksten, vooral van Percy Abyss Shelley Een overtuigd natuurlijk dieet, beargumenteert Morton dat de overdrachtelijke retorische elementen van deze teksten niet simpel gelezen moeten worden als
intelligente taalspelletjes, maar als voorschriften om consumptieve praktijken te vestigen, die ideologische opvattingen over hoe het lichaam zich tot dan tot het normale verhoudt, uitdagen. Voor Morton zijn autoritaire machtsdynamiek, goederenstromen, industriële logica en het onderscheid tussen natuur en cultuur, in de werken van de Shelleys terug te vinden. Proza van de Shelleys die bepaalde vormen van consumptie, zoals vegetarisme beziet, kan worden gelezen als een roep om maatschappijhervorming.

### Dieet studies
Van 2000 tot 2004 publiceerde Morton drie werken op de kruising tussen voedsel en culturele studies. De eerste The poetics of spice: Romantic consumerism and the exotic (2000), behandelde Morton de evolutie van Europese consumenten cultuur met het overdrachtelijke gebruik van specerijen in de romantische literatuur.
Later redigeerde Morton Radical food: The culture and politics of eating and drinking (1790-1820) (2000). Ten slotte redigeerde die Cultures of taste/theories of appetite: Eating Romanticsm (2004).

### Ecologische theorie
Sinds 2009 is Morton verder gegaan met een ecologische kritiek, vooral uitgewerkt in de boeken Ecology without Nature (2009) en Ecological thought (2010), waar die de omgevingstheorie problematiseert vanuit het standpunt van ecologische verwikkeldheid. In Ecology without Nature veronderstelt Morton dat ecologische kritiek is gegrondvest op de tweedeling van natuur en beschaving, of dat de natuur de beschaving ondersteunt, maar vanbuiten de beschaving. Zoals Morton zegt:
Ecologisch schrijven blijft vasthouden dat we zijn 'ingebed' in de natuur. Natuur is een omringend medium dat ons ondersteund. Vanwege de eigenschappen van de retoriek van een omringend medium, kan ecologisch schrijven nooit goed vaststellen dat dit is natuur en geeft zo een dwingende en consistente esthetische basis voor het nieuwe gezichtspunt op de wereld dat bedoeld is de maatschappij te veranderen. Het is een kleine ingreep, zoals het opwippen van een dominosteen ...... Om iets wat Natuur genoemd wordt op een verhoging te plaatsen en het van verre te bewonderen doet voor de omgeving wat de patriarchaat doet voor de vrouw. Het is een paradoxale handeling van sadistsche bewondering.
'Natuur' opvattend als een niet gedefinieerd teken in de tekst, bedenkt Morton kunstzinnige presentaties ervan. Zoekend naar zo'n esthetische weergave, stelt die een materialistische methode van tekstuele analyse voor die ambiant poetics wordt genoemd. In deze methode wordt gekeken naar de manier waarop in die weergave wordt omgegaan met de ruimte waarin ze verschijnt.

### Hyperobjekten
Hyperobjekten worden voor het eerst genoemd in The Ecological Thought (2010). Zij zijn zo wijd verspreid in ruimte en tijd dat zij zich aan de normale weergave in ruimte en tijd onttrekken. Morton noemt als voorbeelden hiervan de opwarming van de aarde, verpakkingsmateriaal en radioactief plutonium. Morton kent er vijf eigenschappen aan toe:
- Stroperigheid: Objecten klampen vast aan andere objecten, hoezeer deze zich ook verzetten.
- Vloeibaarheid: Objecten zijn zo massief aanwezig, dat de plaats-ruimte indeling hiervoor zijn betekenis verliest.
- Niet-lokaal gebondenheid: Hyperobjects zijn zo massief aanwezig dat deze niet locaal te beschrijven zijn.
- N-dimensionaliteit: Ze overstijgen de gebruikelijke dimensies van plaats en tijd. Andere objecten kunnen dit niet goed waarnemen. Daarom komen en gaan zij in de 'normale' ruimte-tijd dimensie.
- Interobjektiviteit: Hyperobjects worden gevormd door hun relatie met andere objecten.

## Publicaties
- Shelley and the revolution in taste: The body and the natural world. (1994)
- Radical Food: The culture and politics of eating and drinking, 1790-1820  (2000)
- The Poetics of Spice: Romantic Consumerism and the Exotic (2000)
- Mary Shelley's Frankenstein (2002)
- Radicalism in British Culture. 1650 - 1830  (2002)
- Cultures of Taste/Theories of Appetite: Eating Romanticism (2004)
- The Cambridge companion to Shelley (2006)
- Ecology without nature: Rethinking Environmental Aesthetics (2007)
- The Ecological Thought (2010)
- Realist magic: Objects, Ontology, Causality (2013)
- Hyperobjects: Philosophy and Ecology after the End of the World (2013)
- Dark ecology: For a logic of future consistence (2016)
- Humankind: Solidarity with non-human people(2017)
- Being ecolocical (2018)

- Bibliothèque nationale de France: cb124479871 (data)
- Gemeinsame Normdatei: 133771563
- International Standard Name Identifier: 0000 0001 1063 2106
- Library of Congress Control Number: n94028111
- Nationale Bibliotheek van Letland: 000127711
- Nationale Bibliotheek van Tsjechië: jx20080704006
- Nationale Bibliotheek van Israël: 987007265514205171
- Nederlandse Thesaurus van Auteursnamen: 127731121
- LIBRIS: 226460
- Système universitaire de documentation: 033631573
- Trove: 1506189
- Virtual International Authority File: 54242479
- WorldCat: E39PBJgMyMhDCjtBf8JHxHdG73